# Koutní plachta

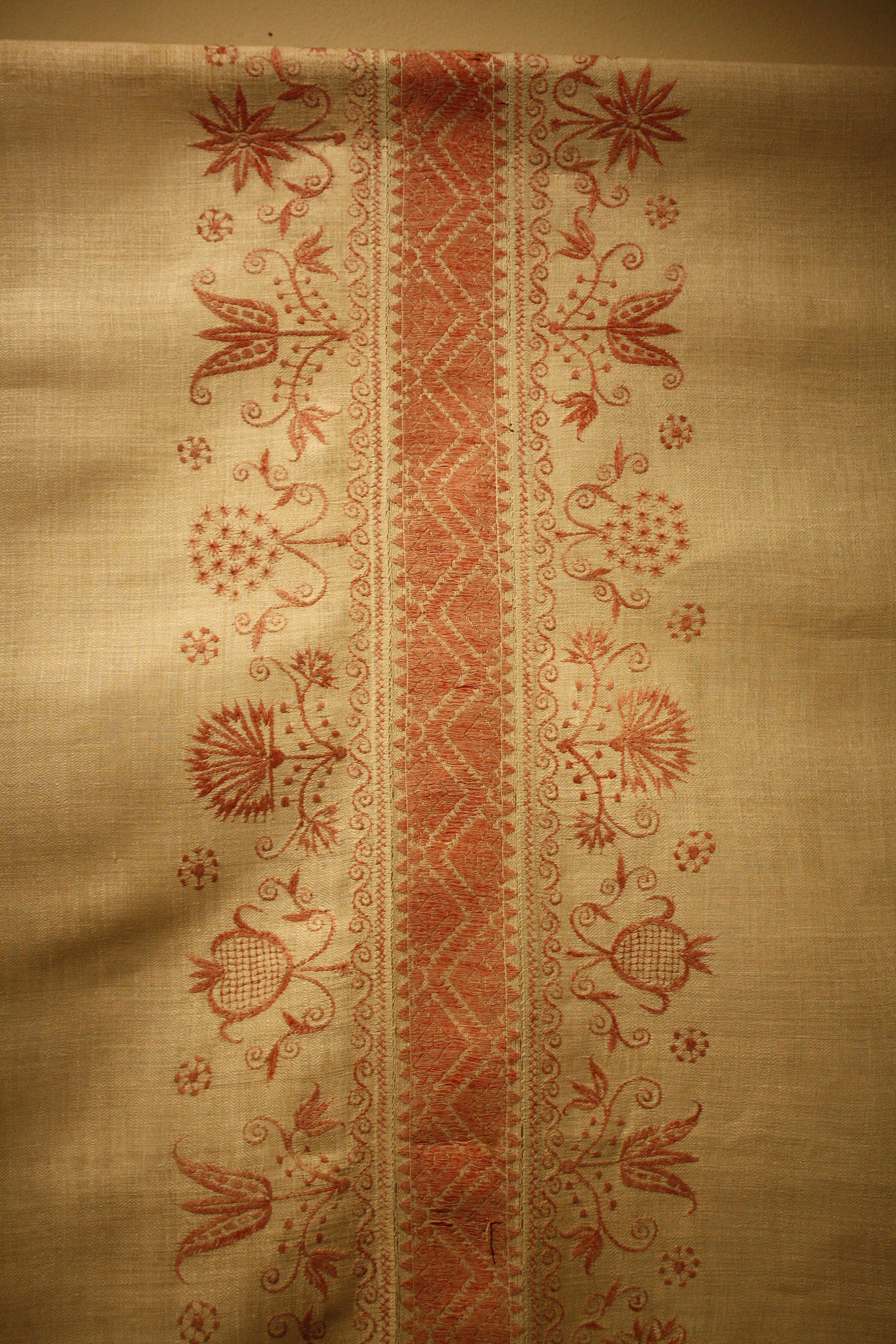
Detail výšivky koutní plachty

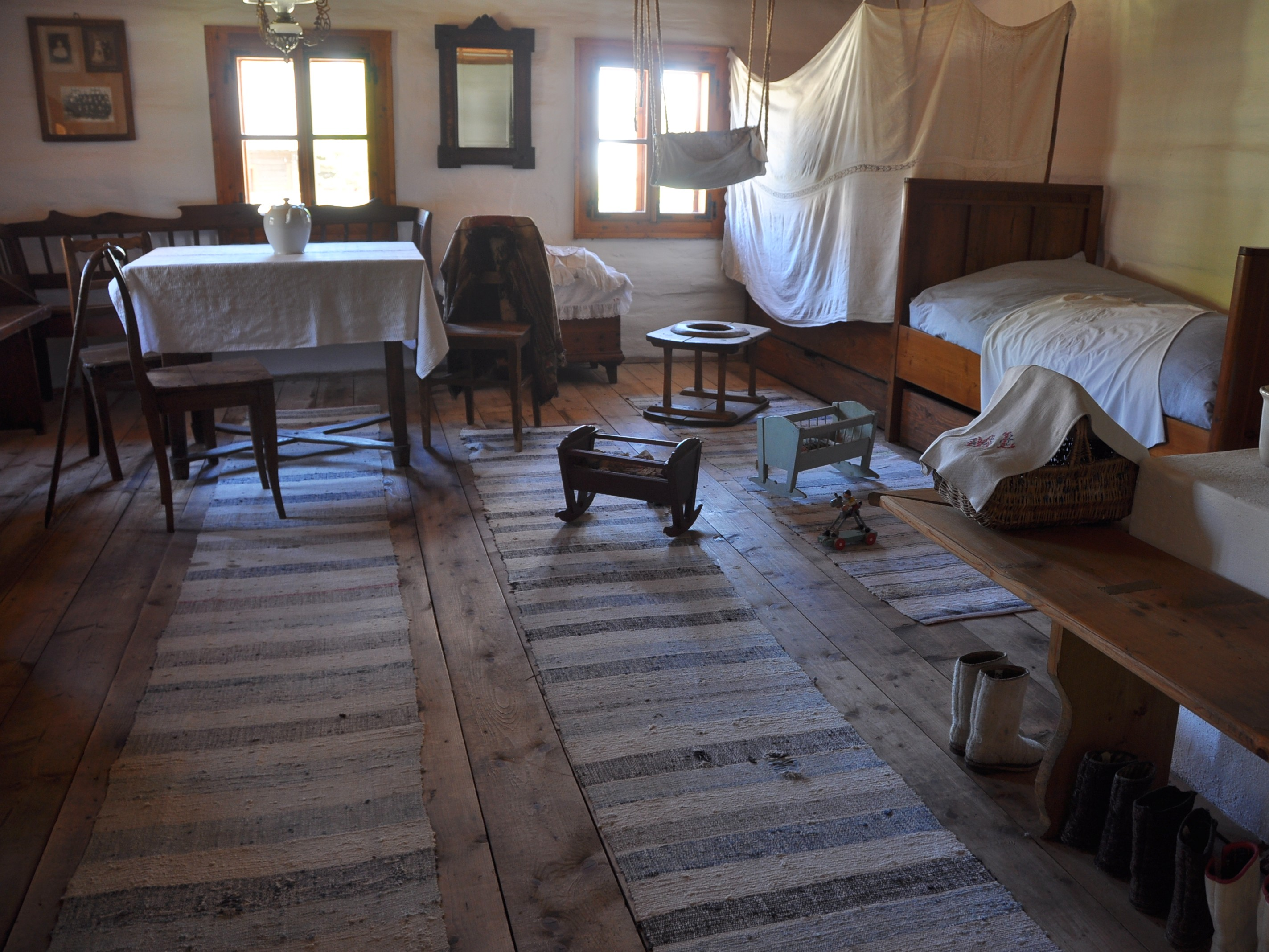
Koutní plachta ve světnici rolníka z Liptovskej Sielnice v Múzeu liptovskej dediny v Pribyline (Slovensko)

Koutní plachta či koutnice byla v české lidové kultuře plachta oddělující postel šestinedělky umístěnou v koutě od zbytku světnice. Toto místo nesměla za normálních okolností žena opustit, jinak mohla vystavit nebezpečí sebe, dítě i okolí, včetně lidí, zvířat, věcí i živlů. Zvyk izolovat šestinedělku byl rozšířen po celém světě.
Funkce koutnice byla do jisté míry praktická, chránila rodičku například před hlukem, případnými nemocemi ostatních členů domácnosti a udržovala teplo, ale její význam byl především magický. Byla zdobena výšivkami, nejčastěji červenými, které měly odvrátit zlé síly, například čarodějnice a můry, a chránila před zaměněním dítěte za podhozence. Za koutnici taky byl pro ochranu pokládán kříž, sekera, byliny ve škapulíři nebo do ní byly zabodány jehly, o které se měly čarodějnice popíchat. Zvyk se udržoval ještě v 19. století, ale na jeho konci počala být koutnice nahrazována paravánem.
Také byla nazývána boudnice (Horácko), kútnice (jihovýchodní Morava) nebo koutra (střední Čechy). Jako koutnice byla někdy také označována sama šestinedělka.